# 和田山 (横浜市)
和田山（わだやま）は、神奈川県横浜市中区の町名。丁番を持たない単独町名である。住居表示実施済み区域。

## 地理
中区の中央に位置し、東に本牧原、西に本牧荒井、南に本牧和田、北に本牧町、北東に本牧宮原、北西に本牧満坂と接している。

## 歴史

### 沿革
- 1986年（昭和61年）7月21日 - 本牧荒井、本牧町、本牧満坂、本牧和田の各一部を編入し、和田山を新設。併せて住居表示実施[4]。

## 学区
市立小・中学校に通う場合、学区は以下の通りとなる（2024年11月時点）。
| 番地       | 小学校             | 中学校             |
| ---------- | ------------------ | ------------------ |
| 1番1号     | 横浜市立本牧小学校 | 横浜市立本牧中学校 |
| 1番2号以降 | 横浜市立大鳥小学校 | 横浜市立本牧中学校 |

## 事業所
2021年現在の経済センサス調査による事業所数と従業員数は以下の通りである。
| 町丁   | 事業所数 | 従業員数 |
| ------ | -------- | -------- |
| 和田山 | 2事業所  | 7人      |

## 施設
- 本牧山頂公園
- 天徳寺

## その他

### 日本郵便
- 郵便番号：231-0805[2]（集配局：横浜港郵便局[7]）

### 警察
町内の警察の管轄区域は以下の通りである。
| 番・番地等 | 警察署     | 交番・駐在所   |
| ---------- | ---------- | -------------- |
| 全域       | 山手警察署 | 本牧三之谷交番 |